# Underground (Thelonious Monk)
Underground è un album discografico del musicista jazz Thelonious Monk, pubblicato nel 1968 dalla Columbia Records.

## Il disco
L'album è celebre per la sua immagine di copertina, un disegno che mostra Monk (seduto al pianoforte, con un mitra a tracolla) vestito da partigiano della Resistenza francese durante la seconda guerra mondiale, con sullo sfondo un ufficiale nazista legato a una sedia. 
Dal punto di vista musicale contiene nuove composizioni di Monk, alcune delle quali compaiono sotto forma di versioni da studio solo in questo disco. Si tratta dell'ultimo album di Thelonious Monk a vedere la presenza del Thelonious Monk Quartet (Monk al piano, Charlie Rouse al sax tenore, Larry Gales al contrabbasso, e Ben Riley alla batteria), e l'ultimo in assoluto con la partecipazione di Charlie Rouse (che appare solo nella metà dei brani, avendo saltato una sessione di registrazione per assistere al funerale del padre).
La traccia Ugly Beauty (intitolata Pannonica in versioni precedenti) è l'unico valzer mai inciso da Monk in tutta la sua carriera. Raise Four è un blues con una melodia estremamente semplice ma molto dissonante. Boo Boo's Birthday e Green Chimneys si ispirano a Barbara, figlia di Monk, in quanto "Boo Boo" era il suo soprannome, e "Green Chimneys" il nome della scuola che frequentava all'epoca. In Walked Bud, incisa una prima volta già nel 1947, si basa sulla stessa progressione di accordi di Blue Skies ed è dedicata al pianista jazz Bud Powell, grande amico di Monk.

## Tracce (Ristampa CD)
- Tutti i brani sono opera di Thelonious Monk eccetto dove diversamente indicato.

1. Thelonious – 3:13
2. Ugly Beauty – 3:17
3. Raise Four – 5:47
4. Boo Boo's Birthday – 5:56
5. Easy Street (Alan Rankin Jones) – 5:53
6. Green Chimneys – 9:00
7. In Walked Bud (Jon Hendricks, Monk) – 4:17

## Formazione
- Thelonious Monk – piano
- Charlie Rouse – sax tenore
- Larry Gales – contrabbasso
- Ben Riley – batteria
- Jon Hendricks – voce in In Walked Bud